# Fundación Caja Rioja
La Fundación Caja Rioja es una fundación española con sede en Logroño. Es la sucesora de la Caja de Ahorros de La Rioja, una caja de ahorros cuyo nombre comercial era Caja Rioja. 
Es una fundación ordinaria por decisión de su Patronato celebrado el 19 de junio de 2014, en adaptación a lo dispuesto en la Ley 26/2013, de 27 de diciembre, de cajas de ahorros y fundaciones bancarias. Previamente, fue durante un tiempo una fundación de carácter especial tras la conversión voluntaria de la antigua caja de ahorros, por decisión de su Asamblea General celebrada el 24 de noviembre de 2012, siendo la primera adaptación voluntaria de este tipo que tuvo lugar en España.

## Historia
La Caja de Ahorros Provincial de Logroño se creó por acuerdo de la Diputación Provincial de la entonces provincia de Logroño, el 22 de septiembre de 1949, con un fondo dotacional de 500.000 pesetas y abriendo sus puertas el 2 de enero de 1951. Treinta años después, el 15 de enero de 1981, su denominación cambió por Caja de Ahorros Provincial de La Rioja. El 2 de octubre de 1989 absorbió a la Caja Rural Provincial de La Rioja, adoptando el nombre definitivo de Caja de Ahorros de La Rioja desde el 14 de junio de 1985.
El 27 de octubre de 2009, el Consejo de Administración acordó la integración de la entidad con Caja Inmaculada (Aragón) y con La Caja de Canarias (Canarias),
ratificada por la asamblea general de Caja Rioja el 21 de noviembre;
, decisión ratificada por unanimidad el 21 de noviembre por la Asamblea General. Este proyecto finalmente se abandona por las reticencias de la nueva dirección de la CAI a integrarse en ningún proyecto común.

### Banco Financiero y de Ahorros (BFA)
Caja Rioja se integró en el Sistema Institucional de Protección (SIP) Banco Financiero y de Ahorros, liderado por Caja Madrid, junto con Bancaja, La Caja de Canarias, Caja de Ávila, Caixa Laietana y Caja Segovia.
El Consejo de Administración aprobó la integración el 2 de junio de 2010. El 15 de junio, los presidentes de las siete entidades firman el protocolo de integración, lo cual aprueba el Banco de España el día 29.
El 9 de julio, los presidentes del SIP presentaron el proyecto a Pedro Sanz. El 14 de septiembre, la Asamblea General de Caja Rioja aprueba la integración con solo dos votos en contra, procedentes del Partido Riojano.
Esta operación conocida como fusión fría estuvo controlada por Caja Madrid. Poseía 340.000 millones de euros en activos y recibió ayudas del FROB cercanas a los 4500 millones. El Banco Financiero y de Ahorros transfirió a su vez su negocio a la entidad filial Bankia, creando así el tercer grupo financiero mayor de España.
Se constituyó el 3 de diciembre de 2010 y comenzó a operar el 1 de enero de 2011.

### Transformación en fundación
Debido a la intervención del Banco Financiero y de Ahorros por parte del Estado, las siete cajas fundadoras perdieron su participación en él.
El 24 de noviembre de 2012, la Asamblea General de Caja Rioja aprobó la transformación de la entidad en una fundación de carácter especial. Los estatutos de la fundación recogen, como principal objetivo, la promoción del desarrollo social, económico y cultural de la sociedad riojana.
El 25 de mayo de 2013, se produjo la fusión de la Fundación Especial Caja Rioja, entidad resultante de la transformación de la Caja de Ahorros de La Rioja, por absorción de la Fundación Rural, Cultural y Social de la Caja de Ahorros de La Rioja. De esta forma, se integraron en una única fundación todos los recursos humanos y materiales de ambas entidades.
El Patronato de la Fundación celebrado el 19 de junio de 2014, en adaptación a lo dispuesto en la Ley 26/2013, de 27 de diciembre, de cajas de ahorros y fundaciones bancarias, que elimina las fundaciones especiales, acordó convertirse en una fundación de carácter ordinario con la denominación de Fundación Caja Rioja.

## Actividad
Llegó a disponer de 120 oficinas, de las cuales 106 se ubicaban en La Rioja. Contaba con un desarrollo estratégico en otras comunidades, sumando 14 oficinas en el País Vasco, Navarra, Aragón, Castilla y León, Castilla-La Mancha y Madrid. Contaba con 513 empleados.
La entidad logró un beneficio antes de impuestos de 9,7 millones de euros (7,7 millones de beneficio neto) durante el primer semestre de 2009. El balance de la entidad totalizaba 3.778 millones de euros y los depósitos de los clientes sumaban 3.218 millones de euros.
La integración tuvo como consecuencia laboral la prejubilación de 70 empleados con 55 años de edad, que percibirían el 95 % de su sueldo.
La Fundación Caja Rioja convoca desde el año 2006 Divulgaciencia, un programa dirigido a alumnos de 5º y 6º de Primaria, ESO, Bachillerato y Ciclos Formativos de Grado Medio y Grado Superior. El programa aspira a fomentar las vocaciones científicas entre los escolares de diversos niveles educativos y acercar la ciencia y la tecnología sin tecnicismos a los ciudadanos.